# Dapsilarthra balteata
Dapsilarthra balteata är en stekelart som först beskrevs av Thomson 1895.  Dapsilarthra balteata ingår i släktet Dapsilarthra och familjen bracksteklar. Inga underarter finns listade i Catalogue of Life.